# Свидова (гора)
Свидова — гора в массиве Свидовец (Украинские Карпаты). Расположена в северо-восточной части Тячевского района  Закарпатской области, восточнее села Лопухов.
Высота 1424,7 м (по другим данным — 1430 м). Расположена на хребте Шаса, который является крупнейшим северо-западным ответвлением главного Свидовецкого хребта. Склоны горы крутые, подножие поросшее лесом. Значительные площади занимают  полонины.
К юго-востоку расположена гора Берляска (1555 м), на северо-западе (за долиной реки Брустурянки) — хребет  Кедрин, который является частью Внутренних Горган.